# 雅努什·西德沃
雅努什·西德沃（波蘭語：Janusz Sidło，1933年6月19日—1993年8月2日），波兰男子田径运动员。他曾代表波兰参加1952年、1956年、1960年、1964年和1968年夏季奥林匹克运动会田径比赛，获得一枚银牌。